# Диво-близнюки

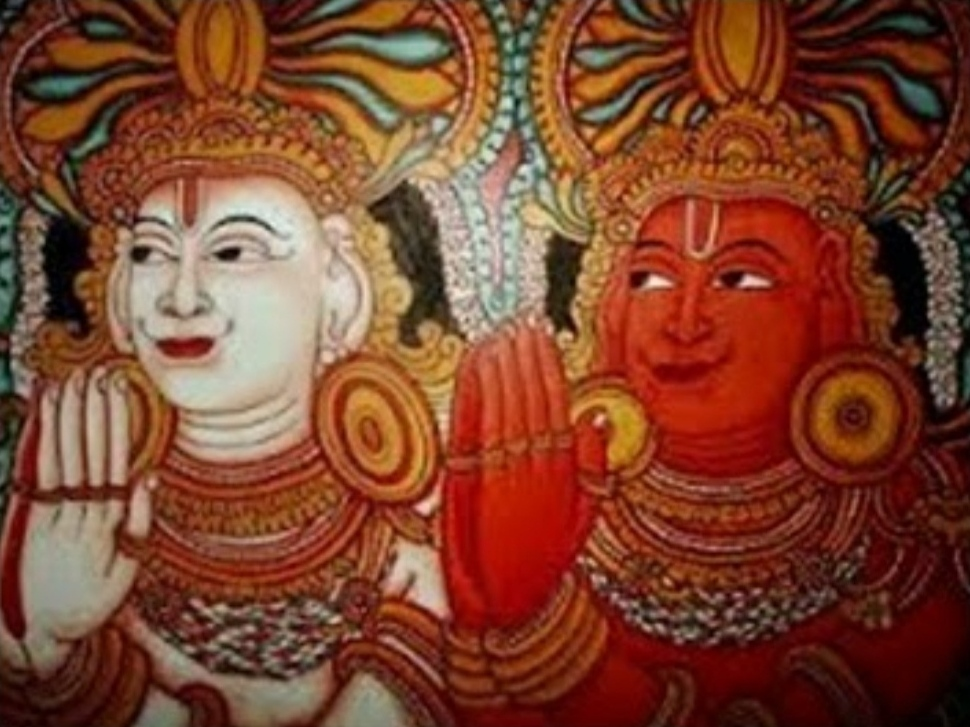
Ведичні боги-близнюки

Диво-близнюки (Divó nápātā) — у протоіндоєвропейській міфології архетип пари божественних або напівбожественних близнюків чоловічої статі, які були воїнами, цілителями та героями. Зазвичай зображувалися у вигляді молодих чоловіків у супроводі коней або у вигляді вершників. Як і інші міфологічні протоарійські архетипи, божественні диво-близнюки не підтверджені писемними джерелами, але були реконструйовані міфологами та індоєвропеїстами за допомогою порівняльного методу.

## Історія
Хоча оригінальну протоіндоєвропейську назву Божественних Диво-Близнюків неможливо точно відновити на основі наявних лінгвістичних свідчень, найчастішими епітетами, пов’язаними з двома братами в літургійних і поетичних традиціях, є «сини» або «нащадки» (онуки) Небесного Бога Dyēusа та «сини Неба».

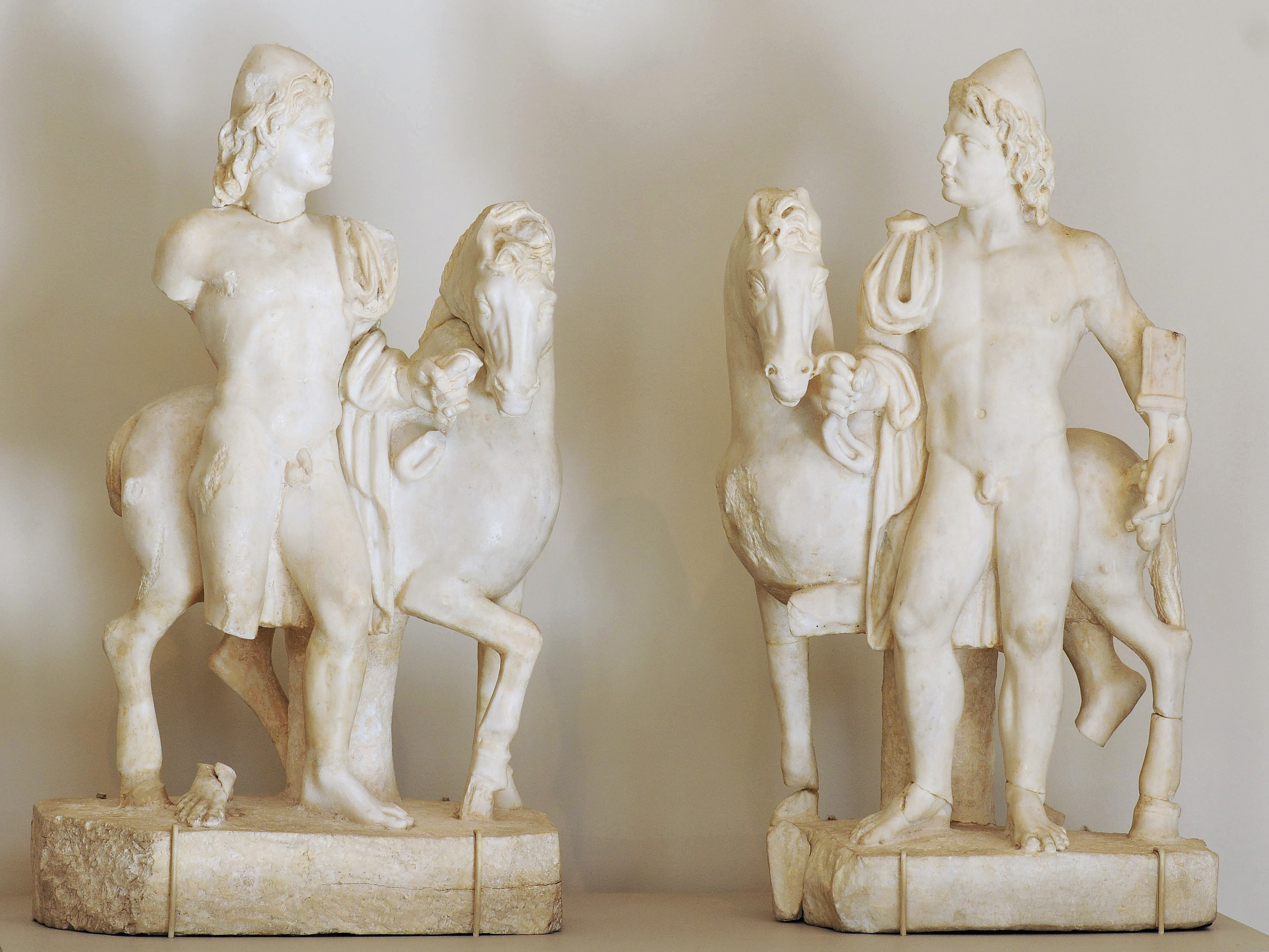
Статуетка 3 ст. до н.е.

В оригіналі їх згадують як *diwós suhₓnū́  або *diwós népoth₁e.
В основі цієї міфологічної концепції лежить ставлення стародавніх індоєвропейців до близнюків: явище, ймовірно, трактувалося як надприродне втручання, коли один із близнюків був сином батька-людини, а інший — сином бога чи духа. Людські близнюки часто вважалися такими ж могутніми, як і божественні близнюки. Їх також могли вважати небезпечними, звідси багато легенд, які розповідають про близнюків, яких матері вигнали з громади.
Подібна концепція героїв-близнюків також зустрічається серед народів Північної та Центральної Америки, наприклад, у майя Хбаланке та Хунахпу.
Божественні Диво-Близнюки зображуються як юнаки, які рятують смертних від небезпеки в бою чи на морі. Вони їздили на конях, які тягнуть Сонце по небу, іноді їх зображували у вигляді коней. Їх сестра — Ранкова Зоря або Богиня Світанку, також дочка бога неба Деувса в протоіндоєвропейських міфах. Двох братів зазвичай зображують як цілителів і помічників, які подорожують у чудодійних колісницях, щоб врятувати тих, хто вижив, наприклад зазнали корабельної аварії. Їх часто диференціюють: один зображується фізично сильним, сміливим воїном, інший — цілителем, який скоріше зайнятий домашнім побутом, землеробством або романтичними пригодами.

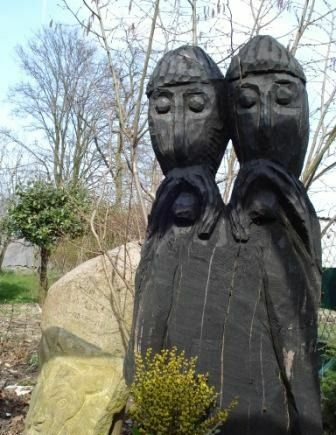
Дерев'яний ідол Поморських слов'ян

У ведичній, античній і балтійській традиціях Божественні Диво-Близнюки постають як уособлення ранкової та вечірньої зорі. Їх зображують як коханців або супутників сонячного жіночого божества, переважно доньки Сонця, але іноді також Зорі. У більшості історій, де вони фігурують, Божественні Близнюки рятують Зору від водяної небезпеки, тема, яка виникла з їх ролі сонячних коней. 
Вночі Божественні Близнюки поверталися на схід у золотому човні, де вони перетинали море, щоб щоранку Сонце знову сходило на небі зі сходу. Або вони перетинали нічне небо в гонитві за своєю дружиною, Ранковою Зорею. У тому, що, здається, було пізнішим доповненням, обмеженим Європою, було сказано, що вони відпочивали наприкінці дня на «Островах Благословенних», землі, розташованій у західному морі, яка мала чарівні яблуневі сади. До бронзового віку Божественних Близнюків також представляли як візників сонячої колісниці, кермачів кіньми. 
У ведичній міфології Ашвіни («вершники») є богами краси, брати-близнюки, що персоніфікуються як ранок та вечір.

В античній міфіології героями близьнюками є Діоскури. 
В давньоукраїнській міфології божества Лель і Полель є синами богині Лади. Вважається, що найяскравіші зірки сузір’я Близнюків, α Gem і β Gem, у білоруській традиції спочатку називалися Лель і Полель на честь символів-близнюків. 

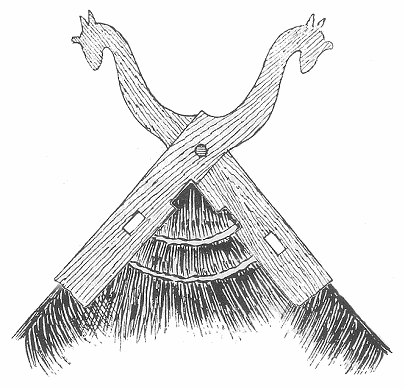
Прикраса-оберіг даху будинку

Два полабські боги, Поревіт і Поренут є також відгомоном цієї традиції. Вони обидва мають по п’ять облич і з’являються поряд з Ругевітом, головним богом полабських слов'ян. 
Легендарні герої Вернигора та Вернидуб фігурують в багатьох українських народних казках.
1969 році на острові Фішерінзель, де знаходилися культові центри слов'янського племені велети (лужицькі племена), був знайдений ідол, який зображував дві чоловічі фігури, з'єднані головами. Поряд із цією статуєю також виявлено окрему жіночу статую з чітко виділеними грудьми. Вважається, що обидві статуї є зображеннями Леля, Полеля та їх матері Лади. 
Після прийняття християнства, в народному фольклорі та іконографії божественних близнюків часто замінювали парами святих: св. Микола і св. Григорій часто зображувались парами і асоціювалися з кіньми та лікуванням. У багатьох піснях, присвячених цим святим, один постає як «божество родючості», а інший – як «єдиний, хто може стати захисником добрих врожаїв і достатку в майбутньому році». 

В українському фольклорі св. Флор і св. Лавр, а також св. Борис і св. Гліб піддалися нападу вогняної гадюки і ховалися в кузні. Коли гадюка просунула язика в щілину, вони схопили її кліщами і змусили підкоритися, а потім запрягли і змусили орати величезний поля. Так виникла Змієві Вали.
Іншими прикладами християнізації цього міфу були св. Косьма і св. Дем'ян - брати-близнюки, покровителі цілителів і лікарів; а також св. Ілля, Архангел Михайло (обидва як християнізований Перун) або з Дівою Марією (християнизована Мокош). Вони також мали зустрітися із Зорею.
В архитектурі відгомоном цієї традиції є зображення двох коней на дахах будинків, для захисту від нечистої сили. Подібні мотиви зустрічаються також на вуликах, упряжі, рамах ліжок та інших предметах побуту.